# チャン・シ
チャン・シ（Chan Sy, 1932年 - 1984年12月）は、カンボジアの政治家。1982年から1984年、カンプチア人民共和国の首相を務めた。

## 経歴
フランス領インドシナのカンボジア保護国コンポンチュナン州生まれ。チャン・シは中国系カンボジア人で、1950年代にはクメール・ベトミン軍に参加し、若き頃より軍人として過ごしてきた。
1954年のジュネーヴ協定成立の後、チャン・シは北ベトナムに亡命した。ベトナム軍少佐に昇進。1960年、共産党に参加。1970年、親米ロン・ノル将軍によるクーデターの際、カンボジアに戻ったとされる。ポル・ポトの極端な民族主義とは一線を画しながら、パルチザン闘争を展開していたが、1973年に拘束され、その後の消息は不明となる。
1978年、カンプチア救国民族統一戦線 (KUFNS) 軍に参加し、1979年のクメール・ルージュ政権の打倒に貢献した。数ヶ月間、ソ連において軍事訓練を受けた後、1980年に副国防大臣に任命。
1981年5月のカンプチア人民革命党第4回党大会において中央委員、政治局員および書記局員に選出され、党内序列第8位となる。同年6月、第1期国会第1会議において閣僚評議会副議長（副首相）兼国防相に任命。さらに12月7日、ペン・ソバン首相が解任されると、首相代行に任命された。翌1982年2月10日、チャン・シは正式に閣僚評議会議長（首相）に選出された。国民議会においては、故郷のコンポンチュナン州を代表した。
チャン・シはモスクワの病院で心臓の病気を治療していたが、1984年12月に死去した。